# Liste der Bischöfe von Santorini
Die folgenden Personen waren Bischöfe des Bistums Santorini auf Santorin (Griechenland):
- Johannes (13. Jh.)
- Giacomo (13. Jh.)
- Andrea da Benevento, O.P. (1373–?)
- Giovanni da Nardò, O.P. (1423–?)
- Giorgio (1430–?)
- Antonio Maureno, O.S.Io.Hier. (1442–?)
- Simone di Rodi, O.E.S.A. (1448–?)
- Agostino (1477–?)
- Stefano, O.F.M. (1494–?)
- Nicola Salina (1500–1502) (danach Bischof von Gerapitna)
- Marco (1502 - ?)
- Eustachio (1506–?)
- Demetrio (1512–?)
- Agennatius López (1516–?)
- Giacomo da Calatayud, O.E.S.A. (1521–?)
- Rodrigo di Beniambras (1527–?)
- Benedetto, O.Cist. (1535–?)
- Dionigi da Avila, O. de M. (1539–?)
- Ludovico de Argentis (1552–?)
- Marco Lauro, O.P. (1555–1560) (danach Bischof von Satriano und Campagna)
- Domenico di Grammatica (1560–?)
- Bernardo Lauro, O.P. (1565–1583) (danach Bischof von Milos)
- Angelo di Cipro, O.P. (1583–?)
- Bernardino Lauro, O.P. (1585–?) (2. Mal)
- Antonio de Marchi (1588–?)
- Pietro de Marchis, O.P. (1611–1625) (danach Erzbischof von Smyrna)
- Giovanni Maria Galli, O.F.M. (1625–?)
- Andrea Soffiano (1630–1642) (danach Bischof von Chios)
- Gerolamo da Padova, O.F.M. (1642–1666)
- Francesco Santaggi (1668–?)
- Giovanni d'Aviani (1686–?)
- Francesco Crispo (1687–1714)
- Luigi Guarchi (1714–1738) (danach Bischof von Tinos und Mykonos)
- Francesco Antonio Razzolini, O.F.M.Conv. (1739–1746)
- Domenico Mainetta (1746–1758)
- Giovanni Battista Crispi (1758–1773) (danach Erzbischof von Naxos)
  - Giorgio Stay (1773–1774) (Elekt)
- Pietro Delenda (1774–1815)
- Caspar Delenda (1815–1825)
- Luca de Sigalla (1828–?)
- Francesco Cuculla (1847–1853) (danach Erzbischof von Naxos)
- Niccola Adolfo Marinelli (1853–1856)
- Lorenzo Bergeretti, O.F.M. (1856–1862)
- Fedele Abati, O.F.M. (1863–1879)
- Antonio Galibert (1879–?)
- Michele Camilleri (1907–1931)
- Timoteo Giorgio Raymundos, O.F.M.Cap. (1932–1945)
- Georges Xenopulos, S.J. (1947–1974)
- Franghískos Papamanólis, O.F.M.Cap. (1974–2014)
- Petros Stefanou (2014–2025)
- Sedisvakanz (seit 2025)